# Mort de dama
Mort de dama (en français : Mort d'une dame) est un roman de l'écrivain majorquin  Llorenç Villalonga paru en catalan en 1931. Considéré comme un des premiers romans modernes publiés en catalan des Îles Baléares, c'est une œuvre à la fois psychologique et satirique, où l'auteur réalise une critique de presque tous les aspects de la société majorquine contemporaine, à l'exception de l'Église. L'ouvrage fait alors polémique et est assez mal reçu par la société de l'époque. Villalonga lui-même dédicace l'ouvrage « à tous ceux qui ne sont pas en colère ».

## Historique
La première édition de Mort de Dama paraît en 1931. L'ouvrage, préfacé par Gabriel Alomar, est signé sous le nom de "Dhey", pseudonyme déjà utilisé par Llorenç Villalonga dans la presse majorquine.
Une deuxième édition suit rapidement. Avec les éditions suivantes, s'ajoutent de nouveaux chapitres. Une traduction en espagnol par l'auteur lui-même parait dans les numéros XVIII (octobre 1935) à XXV (mai 1936) de la revue Brisas, avec l'ajout de l'actuel chapitre XX, « Desvarieigs de Dona Obdúlia ». La troisième édition en catalan, parue en 1954, incorpore l'actuel chapitre III, « Trenta anys enrere ». La seconde édition en espagnol, de J. Vidal Alcover, publiée dans la revue Papeles de Son Armadans, tomes IV-V de 1957, ajoute les actuels chapitres II, « Els primers moments », X, « Aquell vint de gener », XIX, « Així s'escriu la història », et XXIII, « Al carrer del Carme ».
Dans l'édition de ses œuvres complètes en 1963 et la quatrième édition en catalan de 1965 s'ajoute enfin l'actuel chapitre XVIII, « N'Aina Cohen va a veure Dona Obdúlia ». Au total, de la première édition à la dernière se seront ajoutés en tout sept chapitres.
Mort de dama fait partie de la collection Les millors obres de la literatura catalana (Les meilleures œuvres de la littérature catalane) de Edicions 62.

## Personnages
Les personnages du récit sont traités de manière caricaturale. Le style d'écriture les rend véritablement grotesques.
L'exemple le plus frappant est celui de dona Obdúlia, présentée à la fois comme une parodie d'elle-même et de l'aristocratie majorquine dont elle est le symbole. Malgré tout, l'auteur montre une certaine admiration pour le fort caractère de cette dame, qu'il place au-dessus de la bêtise du marquis de Collera, de la mesquinerie des dames Remei Huguet et Gradolí, ou même de l'élégante Maria Antònia de Bearn. Le personnage de dona Obdúlia aurait été inspiré par l'une des propres tantes de l'auteur, Rosa Ribera Carbonell, dont les rares visites chez ses parents avaient pour don d'irriter la famille.

## Liste des chapitres
Le roman comprend une introduction et 25 chapitres, parmi lesquels 18 figurent dans la première édition et 7 ont été ajoutés dans les éditions successives.
- Introduction
- I. Un retrat amb quatre dades genealògiques (Un portrait avec quatre données généalogiques)
- II. Els primers moments (Les premiers moments)
- III. Trenta anys enrere (Trente années en arrière)
- IV. En què es parla del "cometa" i es fa la història del vestit lilà (Où l'on parle de la "comète" et se fait l'histoire de la robe lilas)
- V. Preparatius per a un viatge (Préparatifs pour un voyage)
- VI. Segueix murmurant a l'antecambre (Suite en chuchotant dans l'antichambre)
- VII. La indignació i l'horror de la senyora Gradolí (L(indignation et l'horreur de madame Gradoli)
- VIII. La mesocràcia de dona Obdúlia i les notes de Miss Carlota Nell (La mésocratie de dona Obdúlia et les notes de Miss Carlota Nell)
- IX. Les tristeses d'Aina Cohen (Les tristesses d'Aina Cohen)
- X. Aquell vint de gener (Ce vingt janvier)
- XI. La baronessa es confessa (La baronne se confesse)
- XII. Depravació de la colònia estrangera (Dépravation de la colonie étrangère)
- XIII. Bàbia (Bàbia)
- XIV. Equilibris d'Aina Cohen (Équilibres d'Aina Cohen)
- XV. A l'Ateneo (À l'Athénée)
- XVI. Una biografia vista per dos costats (Une biographie vue par deux côtés)
- XVII. Enterraments (Enterrements)
- XVIII. Aina Cohen va a veure dona Obdúlia (Aina cohen rend visite à dona Obdúlia)
- XIX. Així s'escriu la història (Ainsi s'écrit l'histoire)
- XX. Desvarieigs de dona Obdúlia (Errements de dona Obdúlia)
- XXI. La meva neboda Maria Antònia (Ma nièce Maria Antònia)
- XXII. ... I la neboda Violesta de Palma (... Et la nièce Violesta de Palma)
- XXIII. Al carrer del Carme (Rue du Carmel)
- XXIV. Fires i festes (Foires et fêtes)
- XXV. Guanya el dimoni (Victoire du démon)

## Adaptations
Mort de dama a été adapté trois fois pour la scène.
- En 1970, par Biel Moll.
- En 1981, par Guillem Frontera.
- En 2009, par Rafael Duran.